# Jorge Pardón
Jorge Pardón (4 de març de 1905 - 19 de desembre de 1977) fou un futbolista peruà.

## Selecció del Perú
Va formar part de l'equip peruà a la Copa del Món de 1930. També participarà en el Campionat sud-americà de 1927 i 1929.
Fou jugador del club Sporting Tabaco.